# Procopius luteifemur
Procopius luteifemur är en spindelart som beskrevs av Schmidt 1956. Procopius luteifemur ingår i släktet Procopius och familjen flinkspindlar.
Artens utbredningsområde är Kamerun. Inga underarter finns listade i Catalogue of Life.